# Kyosuke Matsuyama
Kyosuke Matsuyama (født 19. december 1996) er en japansk fægter.
Han repræsenterede Japan ved sommer-OL 2020 i Tokyo, hvor han blev elimineret i ottendedelsfinalen.
Ved sommer-OL 2024 i Paris vandt han guld.